# Яхтенная улица (Санкт-Петербург)
Я́хтенная улица — улица в Приморском и Петроградском районах Санкт-Петербурга. Железнодорожной линией Санкт-Петербург — Сестрорецк разделена на два участка: от Северной дороги до Приморского шоссе и от Мебельной улицы до Камышовой улицы. Название улицы связано с тематикой отдыха и спорта.
Рядом расположен разбитый к юбилею города Парк 300-летия Санкт-Петербурга.

## История
Название улице присвоено 27 марта 1990 года, в нём отражается спортивная тематика.
В течение длительного времени улица представляла собой два несвязанных небольших участка: от Приморского проспекта до Приморского шоссе и от Богатырского проспекта до Камышовой улицы; расстояние между участками составляло примерно 1,5 км. Только в конце 2000-х — начале 2010-х годов, с началом развития и активной застройки Северо-Приморской части, северный участок получил продолжение до нового участка Мебельной улицы. Теперь улица разрывается только железнодорожным полотном, расстояние между частями улицы — не более 250 метров.
Планируется строительство продолжения от Камышовой до Планерной улиц, соединив Яхтенную улицу с Долгоозёрной.

## Пересечения
Улица пересекается со следующими магистралями:

Южный участок:
- Северная дорога
- Набережная Гребного канала (под мостом)
- Приморский проспект
- улица Савушкина, на перекрёстке имеется подземный пешеходный переход
- Школьная улица
- Приморское шоссе, на перекрёстке имеется надземный пешеходный переход

Северный участок:
- Мебельная улица
- улица Оптиков
- Ситцевая улица
- Богатырский проспект
- Камышовая улица

## Транспорт
По различным участкам улицы проходят автобусные маршруты № 93, 112, 125, 126, 134А, 134Б, 154А, 170, 172, 180, 235.
В месте разрыва улицы железнодорожным полотном располагается платформа «Яхтенная».
Ближайшая станция метро — «Беговая», "Зенит", "Комендантский проспект".
В створе улицы в 2016-2017 годах был построен одноименный пешеходный мост через Большую Невку на Крестовский остров.

## Здания
- Дом 7, корпус 3 — школа № 599
- Дом 33, корпус 3 — школа № 661